# Imma flaviceps
Imma flaviceps är en fjärilsart som beskrevs av Felder 1874. Imma flaviceps ingår i släktet Imma och familjen Immidae. Inga underarter finns listade i Catalogue of Life.